# Kirche Thierfeld

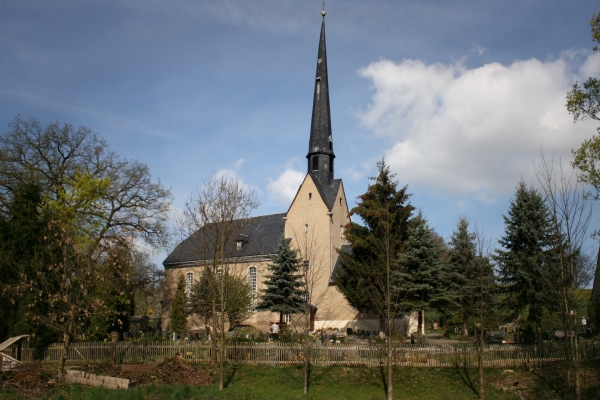
Thierfelder Kirche mit Friedhofsanlage

Die evangelisch-lutherische Thierfelder Kirche in Thierfeld, Gemeinde Hartenstein, im Landkreis Zwickau, gehört zu den ältesten Dorfkirchen Sachsens.

## Geschichte und Architektur
Ursprünglich wurde das Gebäude im 12. Jahrhundert als romanische Chorturmkirche errichtet. Im 13. Jahrhundert wurde an Stelle einer Apsis, deren Überreste 2006 bei Grabungen gefunden wurden, an der Ostseite des Turmes die spätromanische Barbarakapelle angebaut, die damit beileibe nicht der älteste Gebäudeteil einer Dorfkirche in Sachsen ist, wohl aber einer der besterhaltenen. Die Fenster sind noch rundbogig, das Kreuzgratgewölbe ist schon spitzbogig. Fresko-Malereien, möglicherweise von Mönchen aus dem Kloster Grünhain angebracht, zieren das Innere dieses östlichen Kirchenteils. Es handelt sich um den vermutlich umfangreichsten und ältesten erhaltenen Wandmalereizyklus im Erzgebirge.
Die Kirche wurde im Laufe der Geschichte mehrfach baulich verändert. Die Veränderungen des Turms wurden schon im Mittelalter vorgenommen, er hielt einen gotischen Turmabschluss mit spätgotischem Dachreiter. Das Kirchenschiff, das mehrmals vergrößert wurde, erhielt 1841 die heutigen Maße.

## Ausstattung
Sakramentshäuschen
Ein in die Nordwand der Barbarakapelle integriertes gotisches Sakramentshaus stammt aus dem 15. Jahrhundert.
Taufstein
Ein gotischer Taufstein (15. Jahrhundert) aus der Hartensteiner Kirche fand in der Barbarakapelle eine neue Bleibe. Es besteht aus einem behauenen Sandsteinbecken mit Metallteller.
Kreuzigungsgruppe
Der gekreuzigte Christus und der Apostel Johannes sind gotische Holzplastiken, die am Altarbogen befestigt sind und später durch eine Marienfigur ergänzt wurden.
Kanzel
Die hölzerne Kanzel mit Bemalung und Figuren stammt aus der Renaissance.
Bornkindel
Ein bemerkenswertes Bornkinnel aus dem 17. Jahrhundert erhält zur Weihnachtszeit am Lesepult einen exponierten Platz.
Lesetaufe
Die Lesetaufe ist ein hölzernes Lesepult mit integriertem Taufbecken aus dem 18. Jahrhundert.
Altar
1732 wurde ein mit Holzplastiken ausgestatteter Flügelaltar aufgestellt, der nicht mehr existiert. In den 1970er Jahren platzierte man einen schlichten Steinaltar zwischen Kirchenschiff und Barbarakapelle.
Orgel
1840 wurde die Orgel eingebaut. Im Ersten Weltkrieg eingeschmolzene Prospektpfeifen wurden in den 1930er Jahren durch Zinkpfeifen ersetzt. Seit 2000 glänzen neue Zinnpfeifen im Prospekt.

## Geläut
Das Geläut besteht aus drei Bronzeglocken, der Glockenstuhl ist aus Eichenholz gefertigt.
Im Folgenden eine Datenübersicht des Geläutes:
| Nr. | Gussdatum | Gießer                       | Durchmesser | Masse  | Schlagton |
| --- | --------- | ---------------------------- | ----------- | ------ | --------- |
| 1   | 1869      | Glockengießerei J.G. Große   | 900 mm      | 440 kg | d″        |
| 2   | 1956      | Glockengießerei S. Schilling | 730 mm      | 220 kg | f″        |
| 3   | 1880      | Glockengießerei Gebr. Jauck  | 640 mm      | 138 kg | h′        |

## Restaurierung der Barbarakapelle

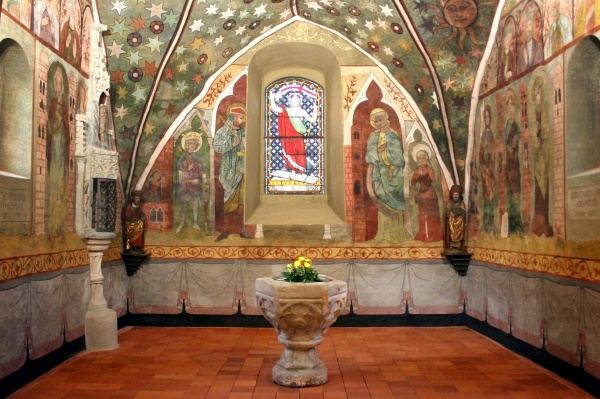
Barbarakapelle Thierfeld

Bei einer Kirchensanierung 1896 wurden auf den Wänden und dem Gewölbe der Kapelle unter dicken Tünchen die mittelalterlichen Wandmalereien entdeckt und freigelegt. Die vorgefundenen Fresken wurden vom Dekorationsmaler August Mebert im „gotischen Stil“ nachahmend übermalt.
Diese Malereien erlitten mit der Zeit Salz- und Feuchteschäden vor allem im Sockelbereich. Zudem dunkelten die von Mebert verwendeten Farben nach, sodass 1997 restauratorische Untersuchungen in Auftrag gegeben wurden. 2003 konnte daraufhin mit einer umfangreichen Restaurierung begonnen werden, die 2007 ihren Abschluss fand.
Die Befunde ergaben, dass figürliche Malereien auf allen Wänden und dem Gewölbe der Kapelle das „Himmlische Jerusalem“ illustrieren; auf der Nord- und Südwand sind vermutlich die Ältesten und Propheten aus dem Alten Testament und Apostel des Neuen Testaments zwischen den Türmen des himmlischen Jerusalems dargestellt. Das Gewölbe ist mit Sternen, den Blumen der Himmelswiese und der Sonne im Osten bemalt. Im Scheitel des Kreuzgratgewölbes befinden sich die Symbole der vier Evangelisten und das Gotteslamm mit Kreuzbanner. Auf der Ostwand sind weltliche Herrscher dargestellt.